# Paramarbla semihyalina
Paramarbla semihyalina är en fjärilsart som beskrevs av James John Joicey och Talbot 1924. Paramarbla semihyalina ingår i släktet Paramarbla och familjen tofsspinnare. Inga underarter finns listade i Catalogue of Life.